# Jonatan Bauman
Jonatan Jesús Bauman (n. Sunchales, Santa Fe, Argentina; 30 de marzo de 1991) es un futbolista argentino. Juega de delantero y su equipo actual es Club Atlético Atlanta de la Primera Nacional, la segunda división del fútbol argentino.

## Trayectoria
Debutó en Colón, el día 8 de octubre frente a Arsenal. En su debut su equipo goleó por 4-1 a su rival, y él fue el artífice de uno de los goles. Su posición es la de delantero, aunque también puede retrasarse a mediapunta.
El 18 de noviembre de 2009 Bauman, en una reunión con Germán Lerche y Antonio Mohamed, se enteró de que fue convocado por Sergio Batista para trabajar con la Selección Juvenil.
El 4 de mayo de 2010, Bauman recibe la noticia de que fue elegido por Sergio Batista como uno de los 16 sparring de la selección argentina de fútbol para el Mundial de Sudáfrica 2010.
En agosto de 2011 es cedido a préstamo por un año a Patronato de Paraná que militaba la Primera B Nacional. Al finalizar el préstamo contractual pasa al Deportivo Armenio en la Primera B Metropolitana, club en el que permanece hasta finalizar el año 2012.
En enero de 2013 y tras negociar su condición contractual con Colón, dueño de su pase, cruza la cordillera para sumarse al club Santiago Morning que disputaba la Primera B de Chile.
El comienzo de la temporada 2013-14 lo encuentra con la camiseta de Gimnasia de Jujuy en la Primera B Nacional de su país natal, donde no tuvo un buen rendimiento.
A comienzos del 2015 desembarca como fichaje gratuito en Instituto de Córdoba donde, pese a no tener un buen promedio de gol, logra un buen rendimiento siendo una de las figuras principales del conjunto rojiblanco. Sin embargo, la directiva de la institución lo dejó en libertad.
A comienzos del 2016, regresó al club que lo vio nacer como futbolista: Unión de Sunchales, a mediados de ese año fue traspasado al club Guillermo Brown de la Primera B Nacional donde se mantuvo hasta junio de 2017.
En julio de 2017 fichó por el Kerkyra de Grecia por una temporada, posteriormente tras finalizar su paso por el país helénico se embarcó hacia el fútbol del sur de Asia, primero recaló en el Persib Bandung de Indonesia por media temporada donde fue el goleador del equipo al anotar 12 goles en 26 partidos. En 2019 se mudó a Malasia para jugar en el Kedah, mantuvo su nivel y volvió a ser el máximo anotador con 11 goles en 25 partidos, fue campeón de la Copa FA de Malasia. En 2020 regresó a Indonesia para jugar en el Arema Cronus, producto de la pandemia de covid-19 tuvo que dejar el club a inicios del campeonato y regresó a Argentina para vestir la camiseta de Quilmes.
En 2021 fichó por MR de Ecuador, en la primera mitad del torneo fue el goleador y figura del equipo anotando 13 goles en 15 partidos, producto de su gran nivel fue fichado por el Independiente del Valle ese mismo año, al final del certamen fue campeón de la Serie A de Ecuador al derrotar en la final al Emelec, fue elegido como el mejor jugador de la temporada 2021; en 2022 fue parte del plantel campeón de la Copa Sudamericana 2022 y Copa Ecuador 2022. 
Tras su paso por Independiente del Valle,  al finalizar la temporada 2022 fue anunciado como fichaje de Barcelona Sporting Club para la campaña 2023.
En enero de 2025 se incorporó al plantel del Club Atlético Atlanta , equipo que milita en la Segunda División Argentina. Este traspaso se dio tras haber disputado la campaña 2024 de la Primera División de Chile con Coquimbo Unido.

## Selección nacional
El 18 de noviembre de 2009, Bauman, en una reunión con Germán Lerche y Antonio Mohamed, se enteró de que fue convocado por Sergio Batista para trabajar con el equipo juvenil. El 4 de mayo de 2010, Bauman recibe la noticia de que fue elegido por Sergio Batista como uno de los 16 jugadores de sparring de Argentina para el Mundial de Sudáfrica 2010.

## Estadísticas

### Clubes
Actualizado al último partido jugado el 21 de julio de 2024.
| Club                              | Div.                | Temporada           | Liga  | Liga  | Copas nacionales | Copas nacionales | Copas internacionales | Copas internacionales | Total | Total | Media goleadora |
| Club                              | Div.                | Temporada           | Part. | Goles | Part.            | Goles            | Part.                 | Goles                 | Part. | Goles | Media goleadora |
| --------------------------------- | ------------------- | ------------------- | ----- | ----- | ---------------- | ---------------- | --------------------- | --------------------- | ----- | ----- | --------------- |
| Colón Argentina                   | 1.ª                 | 2009-10             | 13    | 2     | —                | —                | 0                     | 0                     | 13    | 2     | 0,15            |
| Colón Argentina                   | Total club          | Total club          | 13    | 2     | 0                | 0                | 0                     | 0                     | 13    | 2     | 0,15            |
| Patronato Argentina               | 2.ª                 | 2010-11             | 15    | 0     | —                | —                | —                     | —                     | 15    | 0     | 0,00            |
| Patronato Argentina               | Total club          | Total club          | 15    | 0     | 0                | 0                | 0                     | 0                     | 15    | 0     | 0,00            |
| Deportivo Armenio Argentina       | 3.ª                 | 2011-12             | 19    | 3     | 0                | 0                | —                     | —                     | 19    | 3     | 0,15            |
| Deportivo Armenio Argentina       | Total club          | Total club          | 19    | 3     | 0                | 0                | 0                     | 0                     | 19    | 3     | 0,15            |
| Santiago Morning · Chile          | 2.ª                 | 2013                | 12    | 3     | 0                | 0                | —                     | —                     | 12    | 3     | 0,25            |
| Santiago Morning · Chile          | Total club          | Total club          | 12    | 3     | 0                | 0                | 0                     | 0                     | 12    | 3     | 0,25            |
| Gimnasia y Esgrima (J) Argentina  | 2.ª                 | 2013-14             | 31    | 5     | 1                | 0                | —                     | —                     | 32    | 5     | 0,15            |
| Gimnasia y Esgrima (J) Argentina  | Total club          | Total club          | 31    | 5     | 1                | 0                | 0                     | 0                     | 32    | 5     | 0,15            |
| Tiro Federal Argentina            | 3.ª                 | 2014                | 14    | 7     | 0                | 0                | —                     | —                     | 14    | 7     | 0,50            |
| Tiro Federal Argentina            | Total club          | Total club          | 14    | 7     | 0                | 0                | 0                     | 0                     | 14    | 7     | 0,50            |
| Instituto Argentina               | 2.ª                 | 2015                | 33    | 6     | 2                | 0                | —                     | —                     | 35    | 6     | 0,17            |
| Instituto Argentina               | Total club          | Total club          | 33    | 6     | 2                | 0                | 0                     | 0                     | 35    | 6     | 0,17            |
| Unión (S) Argentina               | 3.ª                 | 2016                | 10    | 5     | 4                | 2                | —                     | —                     | 14    | 7     | 0,50            |
| Unión (S) Argentina               | Total club          | Total club          | 10    | 5     | 4                | 2                | 0                     | 0                     | 14    | 7     | 0,54            |
| Guillermo Brown Argentina         | 2.ª                 | 2016-17             | 41    | 8     | 0                | 0                | —                     | —                     | 41    | 8     | 0,19            |
| Guillermo Brown Argentina         | Total club          | Total club          | 41    | 8     | 0                | 0                | 0                     | 0                     | 41    | 8     | 0,19            |
| Kerkyra · Grecia                  | 1.ª                 | 2017-18             | 9     | 0     | 3                | 1                | —                     | —                     | 12    | 1     | 0,08            |
| Kerkyra · Grecia                  | Total club          | Total club          | 9     | 0     | 3                | 1                | 0                     | 0                     | 12    | 1     | 0,08            |
| Persib Bandung Indonesia          | 1.ª                 | 2018                | 26    | 12    | —                | —                | —                     | —                     | 26    | 12    | 0,46            |
| Persib Bandung Indonesia          | Total club          | Total club          | 26    | 12    | 0                | 0                | 0                     | 0                     | 26    | 12    | 0,46            |
| Kedah Malasia                     | 1.ª                 | 2019                | 18    | 6     | 7                | 4                | —                     | —                     | 25    | 11    | 0,44            |
| Kedah Malasia                     | Total club          | Total club          | 18    | 6     | 7                | 4                | 0                     | 0                     | 25    | 11    | 0,44            |
| Arema Cronus Indonesia            | 1.ª                 | 2020                | 2     | 0     | 0                | 0                | 0                     | 0                     | 2     | 0     | 0,00            |
| Arema Cronus Indonesia            | Total club          | Total club          | 2     | 0     | 0                | 0                | 0                     | 0                     | 2     | 0     | 0,00            |
| Quilmes Argentina                 | 2.ª                 | 2020                | 8     | 2     | —                | —                | —                     | —                     | 8     | 2     | 0,25            |
| Quilmes Argentina                 | Total club          | Total club          | 8     | 2     | 0                | 0                | 0                     | 0                     | 8     | 2     | 0,25            |
| Mushuc Runa · Ecuador             | 1.ª                 | 2021                | 15    | 13    | —                | —                | —                     | —                     | 15    | 13    | 0.87            |
| Independiente del Valle · Ecuador | 1.ª                 | 2021                | 18    | 14    | 0                | 0                | 1                     | 0                     | 19    | 14    | 0.74            |
| Independiente del Valle · Ecuador | 1.ª                 | 2022                | 29    | 6     | 9                | 4                | 9                     | 0                     | 47    | 10    | 0.21            |
| Independiente del Valle · Ecuador | Total club          | Total club          | 47    | 20    | 9                | 4                | 10                    | 0                     | 66    | 24    | 0.36            |
| Barcelona S. C. · Ecuador         | 1.ª                 | 2023                | 25    | 2     | 0                | 0                | 7                     | 2                     | 32    | 4     | 0.13            |
| Barcelona S. C. · Ecuador         | Total club          | Total club          | 25    | 2     | 0                | 0                | 7                     | 2                     | 32    | 4     | 0.13            |
| Mushuc Runa · Ecuador             | 1.ª                 | 2024                | 11    | 1     | 1                | 0                | —                     | —                     | 12    | 1     | 0.08            |
| Mushuc Runa · Ecuador             | Total club          | Total club          | 26    | 14    | 1                | 0                | 0                     | 0                     | 27    | 15    | 0.52            |
| Total en su carrera               | Total en su carrera | Total en su carrera | 349   | 95    | 27               | 11               | 17                    | 2                     | 393   | 108   | 0.27            |
| 1. 2. 3.                          |                     |                     |       |       |                  |                  |                       |                       |       |       |                 |

## Palmarés

### Campeonatos regionales
| Título        | Club               | Estado   | Año  |
| ------------- | ------------------ | -------- | ---- |
| Copa Santa Fe | Unión de Sunchales | Santa Fe | 2016 |

### Campeonatos nacionales
| Título             | Club                    | País    | Año  |
| ------------------ | ----------------------- | ------- | ---- |
| Copa FA            | Kedah                   | Malasia | 2019 |
| Serie A de Ecuador | Independiente del Valle | Ecuador | 2021 |
| Copa Ecuador       | Independiente del Valle | Ecuador | 2022 |

### Campeonatos internacionales
| Título            | Club                    | Año  |
| ----------------- | ----------------------- | ---- |
| Copa Sudamericana | Independiente del Valle | 2022 |

### Distinciones individuales
| Distinción                                          | Año  |
| --------------------------------------------------- | ---- |
| Máximo goleador de la Serie A de Ecuador (26 goles) | 2021 |
| 11 ideal de la Serie A de Ecuador                   | 2021 |
| Mejor jugador de la LigaPro                         | 2021 |
| Mejor delantero de la LigaPro                       | 2021 |